# Алворада-д’Уэсти (микрорегион)

Алворада-д’Уэсти на карте.

Алворада-д’Уэсти (порт. Microrregião de Alvorada D'Oeste) — микрорегион в Бразилии, входит в штат Рондония. Составная часть мезорегиона Восток штата Рондония. Население составляет 70 184 человека (на 2010 год). Площадь — 15 965,921 км². Плотность населения — 4,40 чел./км².

## Демография
Согласно сведениям, собранным в ходе переписи 2010 г. Национальным институтом географии и статистики (IBGE), население микрорегиона составляет:
| Полное население                             | Полное население                             | Полное население                             | Полное население                             | 70 184 |
| -------------------------------------------- | -------------------------------------------- | -------------------------------------------- | -------------------------------------------- | ------ |
| в том числе:                                 | Городское население                          | 30 071                                       | Процент городского населения, %              | 42,85  |
|                                              | Сельское население                           | 40 113                                       | Процент сельского населения, %               | 57,15  |
|                                              | Мужское население                            | 36 437                                       | Процент мужского населения, %                | 51,92  |
|                                              | Женское население                            | 33 747                                       | Процент женского населения, %                | 48,08  |
| Плотность населения, чел/км²                 | Плотность населения, чел/км²                 | Плотность населения, чел/км²                 | Плотность населения, чел/км²                 | 4,40   |
| Население микрорегиона в % к населению штата | Население микрорегиона в % к населению штата | Население микрорегиона в % к населению штата | Население микрорегиона в % к населению штата | 4,49   |

## Состав микрорегиона
В составе микрорегиона включены следующие муниципалитеты:
1. Алворада-д’Уэсти
2. Серингейрас
3. Нова-Бразиландия-д’Уэсти
4. Сан-Мигел-ду-Гуапоре